# 25 mai 1932
Le mercredi 25 mai 1932 est le 146e jour de l'année 1932.

## Naissances
- Anouk Ferjac, actrice de théâtre, cinéma et télévision
- Claude Corbel, joueur de football français
- Jacques de Groote, financier et banquier belge
- Joaquim Pedro de Andrade (mort le 10 septembre 1988), cinéaste
- John Gregory Dunne (mort le 30 décembre 2003), écrivain, journaliste, critique littéraire et scénariste américain
- K.C. Jones, joueur de basket-ball américain
- Roger Bowen (mort le 16 février 1996), acteur américain

## Décès
- Anna Shabanova (née le 18 mars 1842), médecin russe
- Franz von Hipper (né le 13 septembre 1863), amiral allemand
- Marcel Goulette (né le 7 décembre 1893), ingénieur et aviateur français

## Événements
- Découverte de (1244) Deira